# 태안사
태안사(泰安寺)는 대한민국 곡성군에 위치한 절이다. 전라남도 문화재자료 제23호로 신라 경덕왕 원년(724)에 동리산파를 일으켜 세웠던 혜철스님이 세운 것으로 알려져 있다.
처음에는 대안사(大安寺)로 불렸으며 한국 불교의 구산선문 중 하나인 동리산파의 본산지이다. 선암사 · 송광사 · 화엄사 · 쌍계사 등을 거느려 꽤 오랫동안 영화를 누렸던 사찰로 혜철선사와 도선국사가 득도한 정양 수도의 도량이다.
고려시대에 들어와서 광자선사가 32칸으로 넓혀 지었으나 고려 중기에 송광사가 조계종의 본산지로 지위를 굳혀 따로 분리되었고, 조선시대에는 효령대군이 머물며 왕가의 온당으로 삼았다.

## 개요
태안사는 통일신라 경덕왕 원년(742)에 이름모를 스님 세 분이 세웠다고 전한다.
고려시대에는 광자대사가 크게 늘려 지었는데 이 때 절의 규모는 총 40여 동에 110칸이었고, 법당에는 높이 1.4m되는 약사여래철불좌상을 모셨던 듯하다. 고려 고종 10년(1223)에는 당시 집권자인 최우가 고쳐 지었으며, 조선시대에는 숙종 10년(1684)에 주지 각현이 창고를 새로 지었다는 기록이 보이고 있다. 특히 조선초에 태종의 둘째 아들 효령대군이 이곳에 머물렀던 인연이 있는 곳이다. 한국전쟁때 많은 피해를 입어서 지금 있는 건물은 대부분이 복원된 것이다.
경내에는 혜철선사의 부도인 적인선사조륜청정탑(보물 제273호), 윤다의 부도인 광자대사탑(보물 제274호), 광자대사비(보물 제275호), 승무를 출 때 사용하던 태안사대바라(보물 제956호), 태안사동종(보물 1349호), 태안사일주문(전라남도 유형문화재 제83호), 태안사삼층석탑(문화재자료 제170호) 등이 있다.

## 지정 문화재
- 곡성 태안사 적인선사탑 - 대한민국의 보물 제273호
- 곡성 태안사 광자대사탑 - 대한민국의 보물 제274호
- 곡성 태안사 광자대사탑비 - 대한민국의 보물 제275호
- 곡성 태안사 청동 대바라 - 대한민국의 보물 제956호
- 곡성 태안사 동종 - 대한민국의 보물 제1349호
- 태안사능파각 - 전라남도 시도유형문화재 제82호
- 태안사일주문 - 전라남도 시도유형문화재 제83호
- 태안사삼층석탑 - 전라남도 문화재자료 제170호

## 같이 보기
- 동리산문

## 참고 자료
- 태안사 - 국가유산청 국가유산포털
- 이 문서에는 다음커뮤니케이션(현 카카오)에서 GFDL 또는 CC-SA 라이선스로 배포한 글로벌 세계대백과사전의 내용을 기초로 작성된 글이 포함되어 있습니다.